# Edmond de Selys Longchamps
Michel Edmond de Selys Longchamps (Parijs, 25 mei 1813 – Luik, 11 december 1900) was een Belgisch senator en natuuronderzoeker.

## Levensloop
Edmond de Selys was de zoon van Michel-Laurent de Selys Longchamps, die hij in zijn jeugd nauwelijks ontmoette, aangezien hij pas in 1827 in België kwam wonen en voordien met zijn moeder in Parijs verbleef, terwijl zijn vader activiteiten had in Luik. Hij trouwde in 1838 met Sophie-Caroline d'Omalius d'Halloy (1818-1869), dochter van de Belgische geoloog, senator en gouverneur van Namen, Jean d'Omalius d'Halloy. Hun twee zonen zorgden voor een talrijk nageslacht.
In 1867 deed De Selys wat zijn vader had nagelaten, namelijk een officiële wederopname in de adel met de titel van baron, overdraagbaar op alle afstammelingen.
De Selys was bij zijn verhuizing naar het kasteel van Longchamps vijftien en begon, samen met Henri Stephens, de tuinman van de Luikse universiteit, op het domein van Longchamps een plantenboek aan te leggen, eerst volgens de methode van Linnaeus, vervolgens volgens die van de Jussieu. Het jaar daarop werd hij voorgesteld aan de Société des sciences naturelles in Luik en hij las er zijn studiewerk Mémoire sur les Lépidoptères de la province de Liège voor. Twee jaar later werkte hij mee aan de Dictionnaire géographique de la province de Liège van Philippe Vandermaelen en publiceerde er een geclassificeerde catalogus van vogels in het Luikse, alsook een lijst van de ongevleugelde, netvleugelige en schubvleugelige insecten in de provincie Luik. Dit was de aanzet voor de talrijke wetenschappelijke notities die hij zijn leven lang opstelde en publiceerde. Zelfs tijdens zijn huwelijksreis in Italië maakte hij notities over de schubvleugeligen die hij er tegenkwam.
In 1841 werd hij corresponderend lid van de Belgische Koninklijke Academie en in 1846 werd hij volwaardig lid van deze instelling. In 1842 verscheen het eerste deel van zijn Faune belge. De fauna bleef hij de rest van zijn leven van dichtbij volgen.

## Libellen
Selys Longchamps wordt beschouwd als 's werelds grootste autoriteit op het gebied van libellen van zijn tijd. Zijn rijkdom en invloed stelden hem in staat om een van de uitgebreidste collecties van zijn tijd van libellen aan te leggen. Hij benoemde meer dan 1000 libellensoorten en geslachten van over de hele wereld. Zijn collectie is bewaard, en nu gehuisvest in het Koninklijk Belgisch Instituut voor Natuurwetenschappen te Brussel.

## Politieke loopbaan
Op de leeftijd van 28 werd De Selys gemeenteraadslid in Borgworm en bleef dit zijn leven lang. Hij schonk onder meer grond aan de gemeente voor de aanleg van een begraafplaats.
In 1846 nam hij actief deel aan het stichtingscongres van de Liberale Partij. Hetzelfde jaar werd hij tot provinciaal raadslid van de provincie Luik voor het kanton Borgworm verkozen. In juni 1848 werd hij tot volksvertegenwoordiger verkozen voor het arrondissement Borgworm (ter vervanging van Pierre Eloy de Burdinne), maar nam reeds op 5 november 1848 ontslag.
In 1855 werd hij verkozen tot senator. In tegenstelling tot zijn korte carrière in de provincieraad en de Kamer van volksvertegenwoordigers, bleef hij tot 1900 senator. In de Senaat was hij zeer actief en drukte zijn stempel op heel wat nieuwe wetgeving.
Na eerst ondervoorzitter van de Hoge Vergadering te zijn geweest, was hij van 1880 tot 1884 voorzitter van dat orgaan. Enkele maanden voor zijn dood nam hij ontslag uit het parlement.

## Eerbetoon
- Hij was tweemaal directeur van de Klasse der Wetenschappen in de Koninklijke Academie.
- Hij werd erevoorzitter van de Société entomologique de Belgique.
- Hij was voorzitter van de Société Royale des Sciences in Luik.
- Hij was lid of erelid van gelijkaardige genootschappen in Nederland, Parijs, Londen, Berlijn, Florence, Wenen, Stockholm, Dresden, Stettin, Bern, Helsingfors.

## Publicaties
De Selys publiceerde meer dan 250 wetenschappelijke studies, waaronder:

### Libellen
- 1840 – met Hermann August Hagen; Monographie des Libellulidées d'Europe, Brussel
- 1850 – met Hermann August Hagen; Revue des Odonates ou Libellules d'Europe. Mémoires de la Société Royale des Sciences de Liége 6: 1–408
- 1853 – Synopsis des Calopterygines. Bulletin de l'Académie royale des Sciences de Belgique 20(annex): 1–73
- 1854 – Synopsis des Gomphines. Bulletin de l'Académie royale des Sciences de Belgique 21(2): 23–114
- 1854 – met Hermann August Hagen; Monographie des Caloptérygines. Mémoires de la Société Royale des Sciences de Liége 9: 1–291, 14 pls.
- 1856 – Odonates de Cuba. in: Sagra, R. de la Historia fisica, politica y natural de la isla de Cuba 7: 183–200
- 1857 – Odonates de Cuba. in: Sagra, R. de la Histoire physique, politique et naturelle de l'ile de Cuba 7: 436–471
- 1858 – met Hermann August Hagen; Monographie des Gomphines. Mémoires de la Société Royale des Sciences de Liége 11: 257–720, 23 pls.
- 1860 – Synopsis des Agrionines, première légion: Pseudostigma. Bulletins de l'Académie royale des Sciences de Belgique ser. 2, 10(1): 9–27
- 1862 – Synopsis des Agrionines, seconde légion: Lestes. Bulletins de l'Académie royale des Sciences de Belgique ser. 2, 13(2): 288–338
- 1862 – Synopsis des Agrionines, troisième légion: Podagrion. Bulletins de l'Académie royale des Sciences de Belgique ser. 2, 14(1): 5–44
- 1871 – Synopsis des Cordulines. Bulletins de l'Académie royale des Sciences de Belgique ser. 2, 31: 238–316; 519–565
- 1871 – Aperçu statistique sur les Névroptères Odonates. Transactions of the Entomological Society of London 1871: 409–416
- 1872 – Note sur plusieurs Odonates de Madagascar et des îles Mascareignes. Revue et magasin de zoologie ser. 2, 23: 175–183
- 1872 – Matériaux pour une faune névroptérologique de l'Asie septentrionale. Première partie. Odonates. Annales de la Société entomologique de Belgique 15: 25–45
- 1876 – Synopsis des Agrionines, cinquième légion: Agrion (suite). Le grand genre Agrion. Bulletins de l'Académie royale des Sciences de Belgique ser. 2, 41: 247–322; 496–539; 1233–1309
- 1883 – Synopsis des Aeschnines. Première partie: Classification. Bulletins de l'Académie royale des Sciences de Belgique ser. 3, 5: 712–748
- 1886 – Révision du Synopsis des Agrionines. 1re partie, comprenant les légions "Pseudostigma, Podagrion, Platycnemis et Protoneura", Brussel

### Overige werken
- 1837 – Catalogue des lépidoptères ou papillons de la Belgique: précédé du tableau des libellulines de ce pays
- 1839 – Étude de micromammalogie. Revue des Musaraignes, des Rats et des Campagnols, suivie d'un index méthodique des Mammifères d'Europe, Parijs
- 1842 – Catalogue des Oiseaux des environs de Liège, classés d'après une nouvelle méthode, Luik
- 1842 – Faune belge. Indication méthodique des Mammifères, Oiseaux, Reptiles et Poissons observés jusqu'ici en Belgique
- 1837 – Catalogue des Lépidoptères ou Papillons de la Belgique
- 1845 – Enumération des Insectes lépidoptères de la Belgique
- 1868–1877 – Recherches sur la faune de Madagascar et de ses dépendances / d'apres les découvertes de François P. L. Pollen et D. C. van Dam, Leiden
- 1879 – Sur la classification des Oiseaux depuis Linné, Brussel
- 1888 – Catalogue raisonné des Orthoptères et des Nevroptères de Belgique
- 1888 – Note comparative sur la distribution géographique des Orthoptères en Belgique, en Angleterre et en Hollande

## Afstammelingen
- Raphaël de Selys (1841–1911), trouwde in 1872 in Luik met Eusébie Brigode de Kemlandt (1850–1935).
  - Maurice de Selys (1876–1960), doctor in de natuurwetenschappen, trouwde met Emilie de Sauvage Vercour (1876–1952).
    - Michel de Selys (1900–1963), doctor in de rechten, trouwde met Clotilde de Chestret de Haneffe (1899–1981). Uitgedoofde tak.

  - Raymond de Selys (1880–1966), trouwde met Emilie de Theux de Meylandt et Montjardin (1880–1972). Hij kreeg in 1958 de titel graaf, overdraagbaar bij eerstgeboorte.
    - Michel François de Selys (1910–1983), Belgisch ambassadeur, trouwde met gravin Pauline Cornet de Ways-Ruart (1914–1953). Ze hadden zes kinderen, met afstammelingen tot heden.